# Anthony Holborne

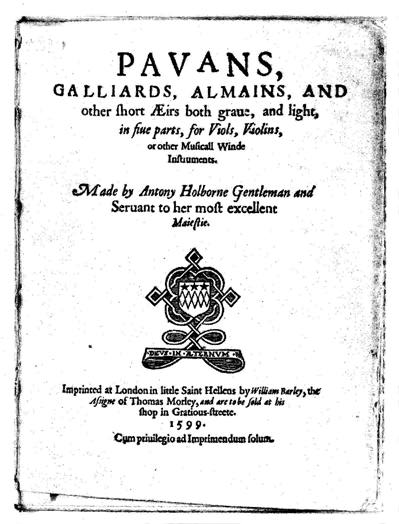
Copertina della raccolta di opere di Anthony Holborne, Pavane, Gagliarde, Alemanne ed altre brevi arie (1599), pubblicata da William Barley

Anthony Holborne (1545 circa – 29 novembre 1602) è stato un compositore inglese di musiche per consort durante il regno di Elisabetta I.

## Biografia
Holborne entrò al Pembroke College di Cambridge nel 1562. Dopo la laurea venne ammesso all'Inner Temple nel 1565. Sposò poi Elisabeth Marten il 14 giugno 1584. Sulle copertine di entrambi i suoi libri è scritto che era al servizio della regina Elisabetta I. Morì di influenza nel novembre 1602.
Come compositore venne tenuto in gran considerazione dai suoi contemporanei. John Dowland dedicò la sua prima canzone I saw my lady weepe del suo Secondo libro ad Holborne. La sua protettrice fu la contessa di Pembroke, Mary Sidney. Negli anni 1590 entrò al servizio di sir Robert Cecil, I conte di Salisbury.

## Musica
Il suo primo libro conosciuto è Cittarn Schoole del 1597, costituito da composizioni per cittern. La prefazione indica che i pezzi furono scritti in diversi anni. Egli scrisse che le composizioni musicali sono "frutti prematuri della mia giovinezza, generati nella culla dell'infanzia e della mia sottile abilità."
Il libro Pavans, Galliards, Almains and other short Aeirs, both grave and light, in five parts, for Viols, Violins, recorders or other Musicall Winde Instruments venne pubblicato nel 1599 e consisteva in 65 delle sue composizioni. Esso è la più grande collezione superstite del suo genere. La maggior parte dei pezzi sono delle pavane e gagliarde, altri pezzi sono delle allemande. Il resto non sono classificabili.
The Fairie Round, tratto da questa collezione, venne incluso nel Voyager Golden Record, le cui copie sono state inviate nello spazio a bordo delle sonde spaziali Voyager 1 e Voyager 2 nel 1977, come rappresentazione della cultura umana a coloro che potrebbero trovarle.

## Discografia
- 1980 - Pavans & Galliards 1599, The Guildhall Waits & The Consort of Musicke (Éditions de l'Oiseau-Lyre, DSLO 569)
- 1988 - Music for lute, cittern and bandora, Jacob Heringman (ASV, GAU CD-173)
- 1991 - Lachrimae, or seven teares, Dowland Consort, dir. Jakob Lindberg (BIS, CD-469)
- 1991 - The image of melancolly, Amsterdam Loeki Stardust (Channel Classics, CCS 2891)
- 1999 - "My Selfe". 16th century pavans, galliards, and almains, The King's Noyse, dir. David Douglass (Harmonia Mundi, HMU 907238)
- 2000 - The teares of the muses 1599, Hespèrion XXI, dir. Jordi Savall (Alia Vox, AV 9813)